# Estación de Getafe Sector 3
Getafe Sector 3 es una estación de la línea C-4 de Cercanías Madrid ubicada a las afueras del barrio homónimo de Getafe (Comunidad de Madrid, España). La estación abrió al público el 28 de mayo de 1995.
Esta estación abarca en su área de influencia todo el Sector III a pesar de estar en medio de una zona de cultivos, a 630 m del barrio en sí. Desde 2003, con la apertura del Metrosur, el Sector III cuenta con dos estaciones de metro aparte de esta estación, que con respecto al barrio queda al otro lado de la autovía A-42.
Su tarifa corresponde a la zona B1 según el Consorcio Regional de Transportes.

## Situación ferroviaria
La estación forma parte del trazado de la línea férrea de ancho ibérico Móstoles-Parla, punto kilométrico 16,7.

## Líneas y conexiones

### Cercanías
| procedencia/destino   | < estación    | línea | estación > | destino/procedencia |
| --------------------- | ------------- | ----- | ---------- | ------------------- |
| Alcobendas-S.S. Reyes | Getafe Centro |       | Parla      | Parla               |
| Colmenar Viejo        | Getafe Centro |       | Parla      | Parla               |

### Autobuses
| Diurnos |                        |                                  |                           |
| Línea   | Destino                | Parada                           | Operador                  |
| 1       | Ambulatorio Cementerio | 11712 Getafe Sector 3 - Estación | Avanza Movilidad Integral |
| 5       | Buenavista             | 11712 Getafe Sector 3 - Estación | Avanza Movilidad Integral |